# Acanthodactylus orientalis
Acanthodactylus orientalis este o specie de șopârle din genul Acanthodactylus, familia Lacertidae, ordinul Squamata, descrisă de Angel 1936. A fost clasificată de IUCN ca specie cu risc scăzut. Conform Catalogue of Life specia Acanthodactylus orientalis nu are subspecii cunoscute.